# Alejandro Maturana
Alejandro Maturana Feliú; (San Fernando, 1853 - Santiago, 2 de septiembre de 1907). Abogado y político liberal chileno. Hijo de José Manuel Maturana Ramírez y María Feliú Meneses. Contrajo matrimonio con Atractiva Concha Fuentes (1874). 
Educado en el Instituto Nacional y en la Universidad de Chile, donde juró como abogado en enero de 1881. Desempeñó su profesión en el sector privado. Fue director del Banco Popular Hipotecario y de la Fábrica de Tejidos.
Pertenecía al Partido Liberal Democrático. Electo Diputado por San Fernando (1891-1894), formando parte de la comisión permanente de Hacienda e Industrias.